# São Sebastião do Tocantins
São Sebastião do Tocantins är en kommun i Brasilien.   Den ligger i delstaten Tocantins, i den centrala delen av landet, 1 200 km norr om huvudstaden Brasília. Antalet invånare är 4 283.
Omgivningarna runt São Sebastião do Tocantins är huvudsakligen savann. Runt São Sebastião do Tocantins är det glesbefolkat, med 18 invånare per kvadratkilometer.